# Новосад, Анна Игоревна
Анна Игоревна Новосад (укр. Ганна Ігорівна Новосад; род. 28 июля 1990 года, Ладыжин, Винницкая область, УССР, СССР) — украинский государственный и политический деятель. Министр образования и науки Украины с 29 августа 2019 года по 4 марта 2020 года.

## Биография
В 2007 году окончила Украинский гуманитарный лицей Киевского национального университета имени Тараса Шевченко. В 2011 году получила степень бакалавра по политологии в Национальном университете «Киево-Могилянская академия». Будучи стипендиаткой Фонда «Открытое Общество» (Фонда Сороса) была номинирована на участие в студенческой программе по обмену факультета искусств и социальных наук (The Faculty of Arts and Social Sciences) в Маастрихтском университете (Нидерланды). В 2013 году получила степень магистра в области анализа Европы (англ. Analyzing Europe). Свободно владеет английским и немецким языками.
Участник Украинско-Канадской Парламентской Программы. С 2012 по 2013 год стажировалась в аналитических центрах Испании и Чехии.
С марта 2014 года работала в Министерстве образования и науки Украины. Занимала должность советника Министра образования и науки Сергея Квита. C ноября 2014 по декабрь 2017 года возглавляла управление международного сотрудничества и европейской интеграции МОН. В декабре 2017 года была назначена на должность генерального директора директората стратегического планирования и европейской интеграции.
Будучи беспартийной, баллотировалась в народные депутаты Украины от партии «Слуга народа» на парламентских выборах 2019 года, № 50 в списке. 29 августа она приняла присягу народного депутата. Проживает в Киеве.
29 августа 2019 года Верховная Рада утвердила новый состав Кабинета министров, Анна Новосад назначена министром образования и науки Украины. В тот же день разразился скандал по поводу её поста в социальной сети Facebook, где она в относительно коротком тексте на украинском языке сделала более 10 ошибок. Официальная передача полномочий состоялась 30 августа в помещении министерства.
4 марта 2020 года освобождена от занимаемой должности постановлением Верховной Рады Украины.